# Wirginowo
Wirginowo – wieś w Polsce położona w województwie wielkopolskim, w powiecie śremskim, w gminie Śrem. W latach 1975–1998 miejscowość administracyjnie należała do województwa poznańskiego.
Zabytkiem wsi znajdującym się w gminnej ewidencji zabytków jest figura Najświętszego Serca Jezusa z 1936. Pozostałym przydrożnymi świątkami jest figura Matki Boskiej Niepokalanie Poczętej z 2004 oraz kapliczka Matki Boskiej Niepokalanie Poczętej z 1970.

## Demografia
Liczba mieszkańców miejscowości w poszczególnych latach:
| Rok  | Ilość mieszkańców |
| ---- | ----------------- |
| 1998 | 95                |
| 2002 | 88                |
| 2009 | 97                |
| 2011 | 91                |
| 2021 | 92                |